# Albuquerque (stad)
Albuquerque is de grootste stad in de Amerikaanse staat New Mexico en telt 564.559 inwoners (2020). Het is hiermee de 32e stad in de Verenigde Staten (2020). De oppervlakte bedraagt 467,6 km², waarmee het de 30e stad is.
Albuquerque ligt in het uiterste noorden van de Chihuahuawoestijn aan de rivier de Rio Grande. Het is met 1600 meter een van de hoogstgelegen steden van de Verenigde Staten.

## Geschiedenis
Albuquerque werd gesticht in 1706 als Ranchos de Alburquerque, een Spaanse koloniale voorpost aan de Camino Real, de oude handelsroute tussen Santa Fe (New Mexico) en Mexico-Stad. Het dorp werd vernoemd naar de Spaanse stad Alburquerque. Het werd gebouwd als een traditioneel Spaans dorp, rond een centraal plein met een kerk en omringd door overheidsgebouwen. Dat plein is behouden gebleven, net als de San Felipe de Neri-kerk uit 1793, en vormt nu het centrum van Old Town, de Oude Stad. Het centrum van de nieuwe stad ligt verder naar het zuiden.
De historische autoweg Route 66 van Chicago naar Los Angeles liep door het centrum van Albuquerque. Nu bezoeken toeristen de met "Route 66"-vlaggen versierde Central Avenue om de sfeer van de oude weg met zijn motels en winkels terug proberen te vinden.

## Demografie
Van de bevolking is 12 % ouder dan 65 jaar en bestaat voor 30,5 % uit eenpersoonshuishoudens. De werkloosheid bedraagt 3,1 % (cijfers volkstelling 2000).
Ongeveer 39,9 % van de bevolking van Albuquerque bestaat uit hispanics en latino's, 3,1 % is van Afrikaanse oorsprong en 2,2 % van Aziatische oorsprong.
Het aantal inwoners steeg van 386.988 in 1990 naar 448.607 in 2000 en 523.590 in 2007.

## Klimaat
In januari is de gemiddelde temperatuur 1,2 °C, in juli is dat 25,8 °C. Jaarlijks valt er gemiddeld 225,6 mm neerslag (gegevens op basis van de meetperiode 1961-1990).

## Verkeer en vervoer
De luchthaven Albuquerque International Sunport biedt vliegverbindingen met de rest van de Verenigde Staten en met Mexico.
Twee interstate highways kruisen in Albuquerque:
- Interstate 25 verbindt Albuquerque noordwaarts met Denver en zuidwaarts met El Paso.
- Interstate 40 verbindt de stad oostwaarts via Amarillo, Oklahoma City, Memphis, Nashville met North Carolina en westwaarts via Flagstaff met Barstow, waar de weg op Interstate 15 aansluit, die verdergaat naar San Diego.

## Filmgeschiedenis
In Albuquerque zijn de miljoenentrekkers High School Musical, High School Musical 2 en High School Musical 3: Senior Year opgenomen. In deze films is er ook een deel in Salt Lake City opgenomen, maar dat was alleen omdat de school in Albuquerque sommige faciliteiten niet had.
Ook de televisieseries Breaking Bad en Better Call Saul spelen zich af in deze stad.

## Plaatsen in de nabije omgeving
De onderstaande figuur toont nabijgelegen plaatsen in een straal van 16 km rond Albuquerque.

## Stedenbanden
- Alburquerque (Spanje), sinds 2003
- Asjchabad (Turkmenistan), sinds 1990
- Chihuahua (Mexico), sinds 1970
- Guadalajara (Mexico), sinds 1986
- Helmstedt (Duitsland), sinds 1983
- Hualien (Taiwan), sinds 1983
- Lanzhou (China), sinds 1996
- Sasebo (Japan), sinds 1966

## Bekende inwoners van Albuquerque

### Geboren
- Edmund Cobb (1892-1974), acteur
- Al Unser sr. (1939-2021), autocoureur
- William Nordhaus (1941), econoom en winnaar Nobelprijs voor economie 2018
- Sidney Gutierrez (1951), astronaut
- Jay Roach (1957), film- en televisieregisseur, producent en scenarioschrijver.
- Al Unser jr. (1962), autocoureur
- Jeff Bezos (1964), ondernemer en investeerder
- French Stewart (1964), acteur
- Trent Dimas (1970), turner
- Annabeth Gish (1971), actrice
- Neil Patrick Harris (1973), acteur
- Jeremy Barnes (1976), muzikant
- Nick Wechsler (1978), acteur
- Diego Sanchez (1981), MMA-vechter
- Ivan Tedesco (1981), motorcrosser
- Carlos Condit (1984), vechtsporter
- Lisandra Tena (1987), actrice
- Demi Lovato (1992), actrice en zangeres
- Willow Shields (2000) , actrice

## Galerij

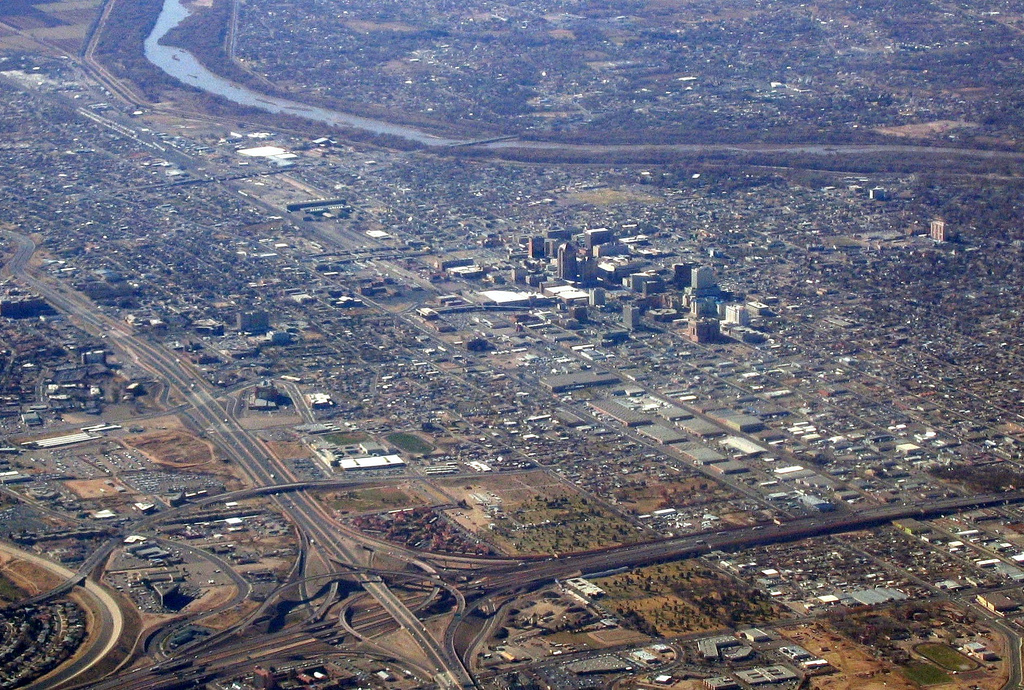
Albuquerque vanuit de lucht gezien
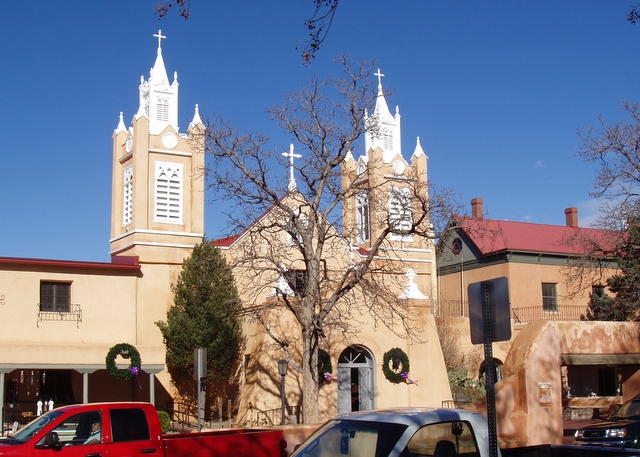
De rooms-katholieke San Felipe de Neri Church uit 1793 aan het Old Town Plaza
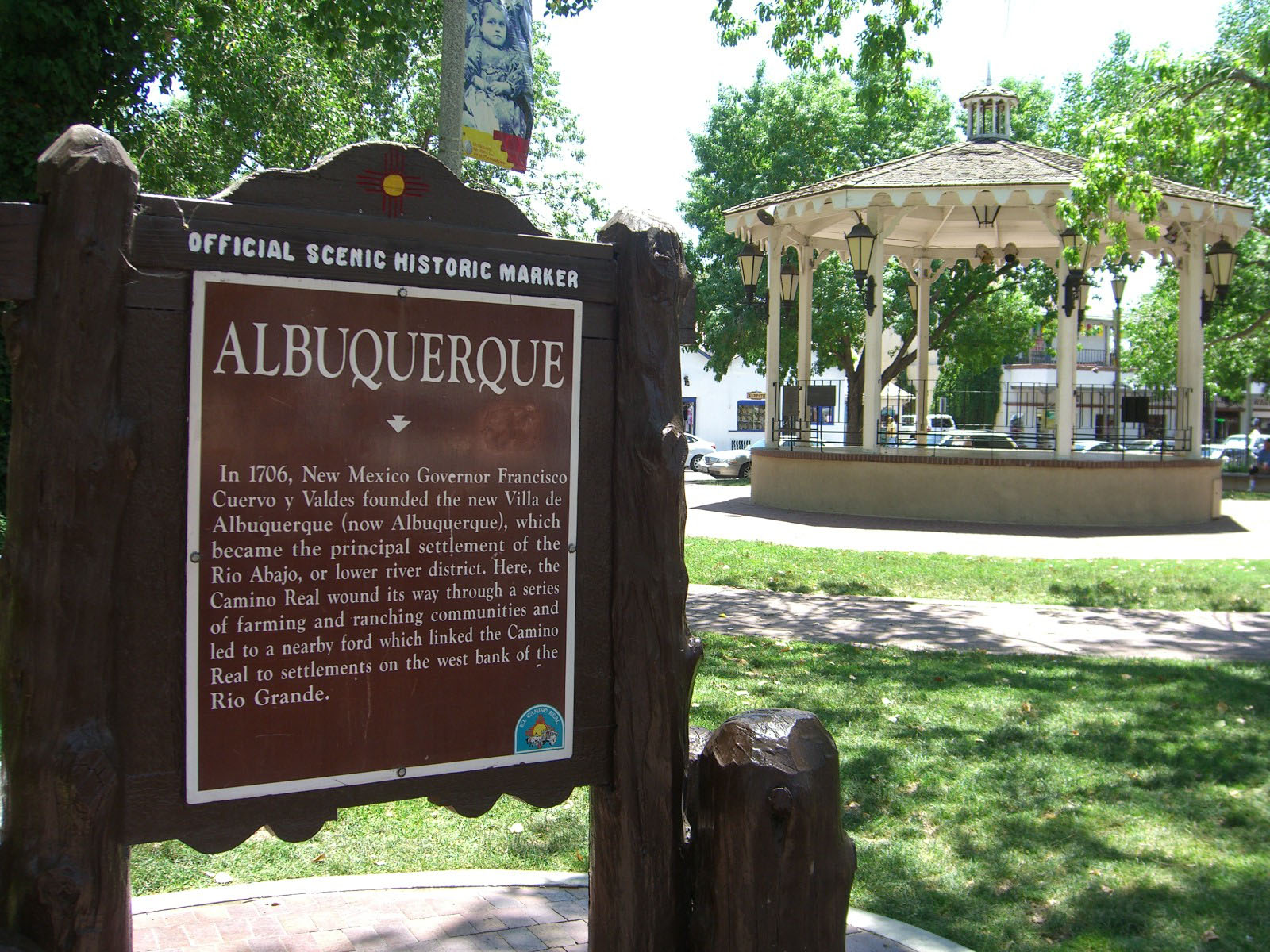
Old Town Plaza
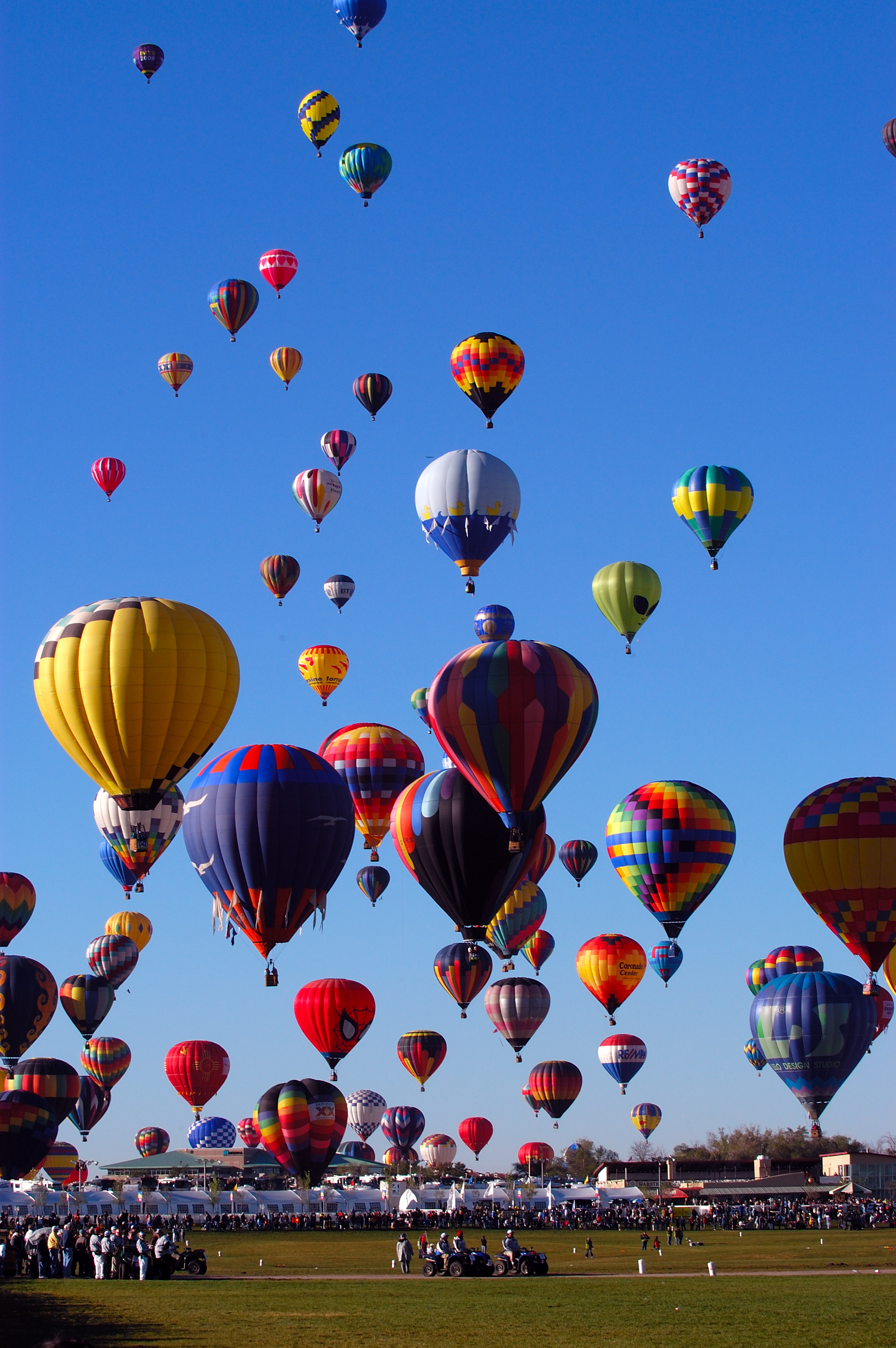
Albuquerque International Balloon Fiesta